# El saber va contigo
El saber va contigo (también conocido simplemente como El saber) es un programa de televisión de Paraguay dedicado a las preguntas y respuestas y cultura paraguaya conducidos por Humberto Rubin y Hugo Rubín. Emitida por Trece desde el 25 de abril del 2010 hasta la actualidad. Es el programa más visto de la televisión paraguaya.

## Historia

### Inicios
Se inició 25 de abril de 2010 por Canal 13, hoy llamada Trece exclusivamente dedicado a las preguntas y respuestas.
En la primera temporada el programa se enfocaba al público adulto resolviendo preguntas y respuestas como La Historia del Siglo XX, Zoología, Historia del Paraguay, Cultura Paraguaya, entre otros asuntos. En ese año, fue declarada de interés educativo por el Ministerio de Educación y Ciencias (en ese entonces, Ministerio de Educación y Cultura).
En la segunda temporada, en el marco de los festejos del Bicentenario del Paraguay se realizó el programa en vivo desde el Teatro Municipal de Asunción donde se representa por primera vez los concursos de Escuelas y Colegios del Paraguay.
A partir de la tercera temporada hasta la actualidad, el programa nuevamente se traslada a Lambaré pero ahora se enfoca más a las preguntas y respuestas a los concursantes de diferentes colegios del Paraguay y ahora se transmite grabado y emitiéndose en diferido debido a que éstos van a clases de lunes a viernes. En 2020 el programa no pudo continuar siendo transmitido debido a la pandemia del Coronavirus.